# 中华人民共和国软件产业

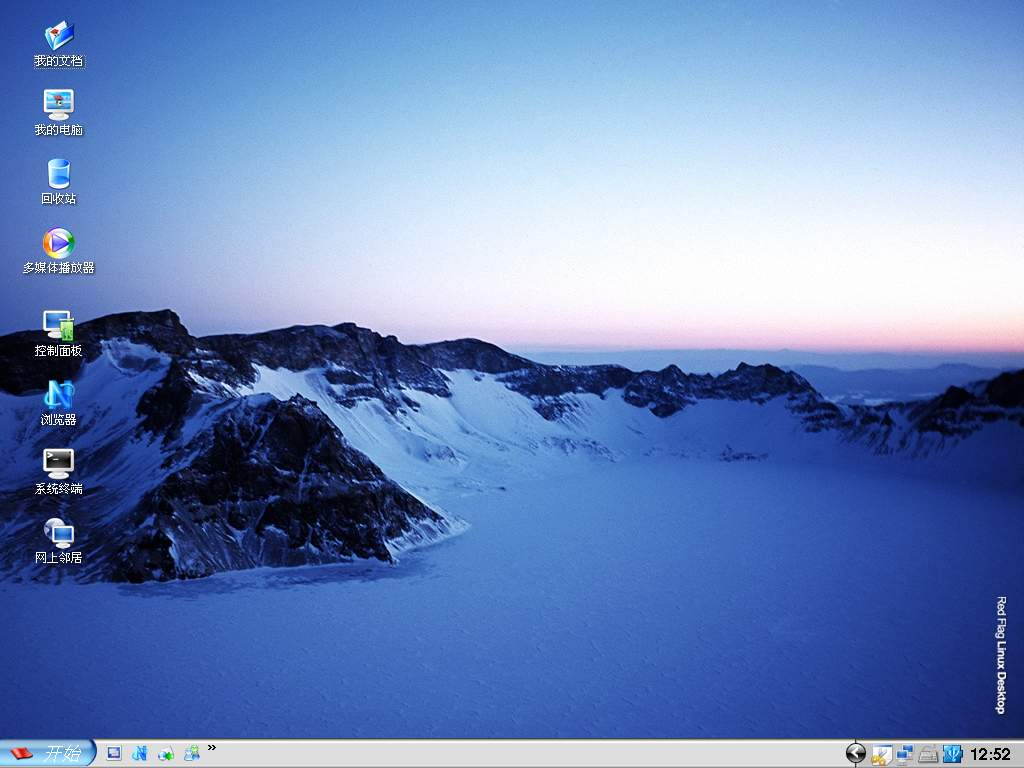
紅旗Linux由中國科學院軟件研究所和上海聯創投資管理有限公司共同開發。

中华人民共和国软件著作权证书

中华人民共和国的软件产业最近几年发展的非常迅速，中华人民共和国的软件产业规模从2000年的593亿人民币增长到2010年的18400亿人民币。复合年均增长率为36.65%。

## 发展史
在20世纪50年代时，中华人民共和国政府开始了第一代计算机的研究，这是中华人民共和国软件产业的开始。但是从20世纪50年代到20世纪70年代末，中华人民共和国软件产业几乎没有进步。1984年9月6日，中国软件行业协会正式成立，当时的中华人民共和国电子工业部部长江泽民出任名誉会长，中国软件行业协会的成立标志着中华人民共和国的软件产业进入了一个新的发展阶段。1986年3月3日，王大珩、王淦昌、杨嘉墀、陈芳允4位老科学家给中国共产党中央委员会写信，提出要跟踪世界先进水平，发展中国自己的高技术的建议。半年后，《高技术研究发展计划纲要》（即863计划）形成，信息技术成了该纲要重点发展的8个行业之一。1991年6月，《中华人民共和国著作权法》正式实施，《计算机软件保护条例》颁布。1992年4月《计算机软件著作权登记办法》颁布与实施，这使得中华人民共和国的软件产品有了法律保障。经过20多年的发展，中华人民共和国的软件产业已经发展成了一个巨大的产业。

## 著名中国软件公司
在2008年，中华人民共和国有984家软件公司的年收入超过了1亿人民币。
中国的部分著名软件公司有：
- 华为技术有限公司
- 中兴通讯股份有限公司
- 海信集团有限公司
- UT斯达康通讯有限公司
- 海尔集团公司
- 神州数码(中国)有限公司
- 浙江浙大网新科技股份有限公司
- 熊猫电子集团有限公司
- 浪潮集团有限公司
- 东软集团有限公司

## 出口情况
中华人民共和国软件出口地区分布广泛，包括日本、韩国、美国、欧洲、东南亚、中东等地，其中60%的是出口到日本。

## Linux
Linux在中华人民共和国发展迅速，但是成本问题是其一个障碍。

## 企业软件
中华人民共和国的企业软件市场，包括ERP（Enterprise Resource Planning）、SCM （Supply chain Management）、EAM （Enterprise Asset Management）、CRM （Customer Relationship Management）、金融软件均发展迅速。